# 4448 Phildavis
4448 Phildavis eller 1986 EO är en asteroid i huvudbältet som upptäcktes den 5 mars 1986 av den amerikanska astronomen Carolyn S. Shoemaker vid Palomar-observatoriet. Den är uppkallad efter Philip A. Davis.
Asteroiden har en diameter på ungefär 12 kilometer.